# Serie A 1992/1993
Soutěžní ročník Serie A 1993/93 byl 91. ročník nejvyšší italské fotbalové ligy a 61. ročník od založení Serie A. Soutěž začala 6. září 1992 a skončila 6. června 1993. Účastnilo se jí opět 18 týmů z toho 14 se kvalifikovalo z minulého ročníku. Poslední čtyři týmy předchozího ročníku, jimiž byli AS Bari, AC Hellas Verona, US Cremonese a poslední tým ročníku – Ascoli Calcio 1898, sestoupily do druhé ligy. Opačným směrem putovali čtyři týmy, jimiž byli Brescia Calcio (vítěz druhé ligy), Pescara Calcio, Ancona Calcio a Udinese Calcio.
Titul v soutěži obhajoval klub Milán AC, který v minulém ročníku získal své 12. prvenství v soutěži.

## Přestupy hráčů
| Jméno               | odkud                  | kam                    |                            |
| ------------------- | ---------------------- | ---------------------- | -------------------------- |
| Gianluigi Lentini   | Turín Calcio           | Milán AC               | nejdražší přestup na světě |
| Jean-Pierre Papin   | Olympique de Marseille | Milán AC               |                            |
| Dejan Savićević     | CZ Bělehrad            | Milán AC               |                            |
| Gianluca Vialli     | UC Sampdoria           | Juventus FC            |                            |
| Fabrizio Ravanelli  | AC Reggiana            | Juventus FC            |                            |
| David Platt         | AS Bari                | Juventus FC            |                            |
| Andreas Möller      | Eintracht Frankfurt    | Juventus FC            |                            |
| Igor Šalimov        | Foggia Calcio          | FC Inter Milán         |                            |
| Darko Pančev        | CZ Bělehrad            | FC Inter Milán         |                            |
| Salvatore Schillaci | Juventus FC            | FC Inter Milán         |                            |
| Rubén Sosa Ardaiz   | SS Lazio               | FC Inter Milán         |                            |
| Matthias Sammer     | VfB Stuttgart          | FC Inter Milán         |                            |
| Matthias Sammer     | FC Inter Milán         | Borussia Dortmund      | přestup v zimě             |
| Lothar Matthäus     | FC Inter Milán         | Bayern Mnichov         |                            |
| Jürgen Klinsmann    | FC Inter Milán         | AS Monaco              |                            |
| Andreas Brehme      | FC Inter Milán         | Real Zaragoza          |                            |
| Paul Gascoigne      | Tottenham Hotspur FC   | SS Lazio               |                            |
| Giuseppe Signori    | Foggia Calcio          | SS Lazio               |                            |
| Daniel Fonseca      | Cagliari Calcio        | SSC Neapol             |                            |
| Siniša Mihajlović   | CZ Bělehrad            | AS Řím                 |                            |
| Rudi Völler         | AS Řím                 | Olympique de Marseille |                            |
| Brian Laudrup       | Bayern Mnichov         | AC Fiorentina          |                            |
| Stefan Effenberg    | Bayern Mnichov         | AC Fiorentina          |                            |
| Dunga               | AC Fiorentina          | Pescara Calcio         |                            |
| Luís Oliveira       | RSC Anderlecht         | Cagliari Calcio        |                            |
| Faustino Asprilla   | Atlético Nacional      | AC Parma               |                            |
| Gheorghe Hagi       | Real Madrid            | Brescia Calcio         |                            |

## Složení ligy v tomto ročníku
| Klub            | Město     | Stadión                 | Kapacita | Trenér                                                                 | 1991/92          |
| --------------- | --------- | ----------------------- | -------- | ---------------------------------------------------------------------- | ---------------- |
| Ancona Calcio   | Ancona    | Del Conero              | 24 000   | Vincenzo Guerini                                                       | Serie B          |
| Atalanta BC     | Bergamo   | Atleti Azzurri d'Italia | 43 000   | Marcello Lippi                                                         | 11.              |
| Brescia Calcio  | Brescia   | Mario Rigamonti         | 23 000   | Adelio Moro + Mircea Lucescu                                           | Serie B          |
| Cagliari Calcio | Cagliari  | Sant'Elia               | 40 900   | Carlo Mazzone                                                          | 13.              |
| AC Fiorentina   | Florencie | Artemio Franchi         | 46 000   | Luigi Radice (do 14. kola) Aldo Agroppi (do 29. kola) Luciano Chiarugi | 12.              |
| Foggia Calcio   | Foggia    | Pino Zaccheria          | 25 800   | Zdeněk Zeman                                                           | 9.               |
| Janov 1893      | Janov     | Luigi Ferraris          | 40 000   | Bruno Giorgi (do 9. kola) Luigi Maifredi (do 21. kola) Claudio Maselli | 14.              |
| UC Sampdoria    | Janov     | Luigi Ferraris          | 40 000   | Sergio Santarini + Sven-Göran Eriksson                                 | 6.               |
| Milán AC        | Milán     | Giuseppe Meazza         | 85 700   | Fabio Capello                                                          |                  |
| FC Inter Milán  | Milán     | Giuseppe Meazza         | 85 700   | Osvaldo Bagnoli                                                        | 8.               |
| SSC Neapol      | Neapol    | San Paolo               | 76 800   | Claudio Ranieri (do 9. kola) Ottavio Bianchi                           | 4.               |
| AC Parma        | Parma     | Ennio Tardini           | 36 725   | Nevio Scala                                                            | 7.               |
| Pescara Calcio  | Udine     | Adriatico               | 40 000   | Giovanni Galeone (do 24. kola) Vincenzo Zucchini                       | Serie B          |
| AS Řím          | Řím       | Olimpico                | 82 900   | Narciso Pezzotti + Vujadin Boškov                                      | 5.               |
| SS Lazio        | Řím       | Olimpico                | 82 900   | Dino Zoff                                                              | 10.              |
| Juventus FC     | Turín     | Delle Alpi              | 77 500   | Giovanni Trapattoni                                                    | Stříbrná medaile |
| Turín Calcio    | Turín     | Delle Alpi              | 77 500   | Emiliano Mondonico                                                     | Bronzová medaile |
| Udinese Calcio  | Udine     | Stadio Friuli           | 40 000   | Alberto Bigon                                                          | Serie B          |

## Tabulka
| Poř. | Tým             | Z  | V  | R  | P  | VG | OG | B  |
| ---- | --------------- | -- | -- | -- | -- | -- | -- | -- |
| 1.   | Milán AC        | 34 | 18 | 14 | 2  | 65 | 32 | 50 |
| 2.   | FC Inter Milán  | 34 | 17 | 12 | 5  | 59 | 36 | 46 |
| 3.   | AC Parma        | 34 | 16 | 9  | 9  | 47 | 34 | 41 |
| 4.   | Juventus FC     | 34 | 15 | 9  | 10 | 59 | 47 | 39 |
| 5.   | SS Lazio        | 34 | 13 | 12 | 9  | 65 | 51 | 38 |
| 6.   | Cagliari Calcio | 34 | 14 | 9  | 11 | 45 | 33 | 37 |
| 7.   | UC Sampdoria    | 34 | 12 | 12 | 10 | 50 | 48 | 36 |
| 8.   | Atalanta BC     | 34 | 14 | 8  | 12 | 42 | 44 | 36 |
| 9.   | Turín Calcio    | 34 | 9  | 17 | 8  | 38 | 38 | 35 |
| 10.  | AS Řím          | 34 | 8  | 17 | 9  | 42 | 39 | 33 |
| 11.  | SSC Neapol      | 34 | 10 | 12 | 12 | 49 | 50 | 32 |
| 12.  | Foggia Calcio   | 34 | 10 | 12 | 12 | 39 | 55 | 32 |
| 13.  | Janov 1893      | 34 | 7  | 17 | 10 | 41 | 55 | 31 |
| 14.  | Udinese Calcio  | 34 | 10 | 10 | 14 | 42 | 48 | 30 |
| 15.  | Brescia Calcio  | 34 | 9  | 12 | 13 | 36 | 44 | 30 |
| 16.  | AC Fiorentina   | 34 | 8  | 14 | 12 | 53 | 56 | 30 |
| 17.  | Ancona Calcio   | 34 | 6  | 7  | 21 | 39 | 73 | 19 |
| 18.  | Pescara Calcio  | 34 | 6  | 5  | 23 | 47 | 75 | 17 |

Poznámky
- Z = Odehrané zápasy; V = Vítězství; R = Remízy; P = Prohry; VG = Vstřelené góly; OG = Obdržené góly; B = Body
- za výhru 2 body, za remízu 1 bod, za prohru 0 bodů.
- klub AC Parma hrál Pohár PVP jako obhájce trofeje

|  | Přímý postup do Ligy mistrů 1993/94 |
|  | Přímý Postup do Poháru UEFA 1993/94 |
|  | Přímý postup do Poháru PVP 1993/94  |
|  | Sestup do Serie B 1993/94           |

## Střelecká listina
Nejlepším střelcem tohoto ročníku Serie A se stal italský útočník Giuseppe Signori. Hráč SS Lazio vstřelil 26 branek.
| P. | Nár        | Hráč              | Tým            | Branky |
| -- | ---------- | ----------------- | -------------- | ------ |
| 1. | Itálie     | Giuseppe Signori  | SS Lazio       | 26     |
| 2. | Itálie     | Roberto Baggio    | Juventus FC    | 21     |
| 2. | Argentina  | Abel Balbo        | Udinese Calcio | 21     |
| 4. | Uruguay    | Rubén Sosa Ardaiz | FC Inter Milán | 20     |
| 5. | Argentina  | Gabriel Batistuta | AC Fiorentina  | 16     |
| 5. | Uruguay    | Daniel Fonseca    | SSC Neapol     | 16     |
| 7. | Itálie     | Roberto Mancini   | UC Sampdoria   | 15     |
| 8. | Itálie     | Maurizio Ganz     | Atalanta BC    | 14     |
| 9. | Francie    | Jean-Pierre Papin | Milán AC       | 13     |
| 9. | Nizozemsko | Marco van Basten  | Milán AC       | 13     |
| 9. | Rumunsko   | Florin Răducioiu  | Brescia Calcio | 13     |

## Vítěz
| Serie A 1992/93 AC Milán (13. titul) |